# Bothrops bilineatus
Espèce
Synonymes
- Cophias bilineatus Wied-Neuwied, 1821
- Bothrops bilineata (Wied-Neuwied, 1821)
- Bothriopsis bilineata (Wied-Neuwied, 1821)
- Trigonocephalus arboreus Cope, 1870
- Bothrops bilineatus smaragdinus Hoge, 1966
- Bothriopsis bilineata smaragdina (Hoge, 1966)

Bothrops bilineatus, parfois appelé grage jacquot ou jararaca vert, est une espèce de serpents de la famille des Viperidae.

## Description
C'est un serpent venimeux vivipare qui mesure jusqu'à 120 cm. Cette espèce est facilement reconnaissable, Bothrops bilineatus est vert clair, le ventre est jaune et ses écailles sont mouchetées de points sombre. 

## Répartition et habitat

### Distribution

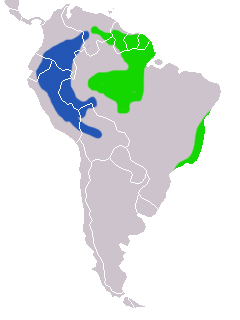
Aire de repartition de Bothrops bilineatus smaragdinus en bleu et de B. b. bilineatus en vert.

Ce serpent vit dans la forêt amazonienne et dans la forêt atlantique.
Cette espèce se rencontre au Brésil, en Guyane, au Suriname, au Guyana, au Venezuela, en Colombie, en Équateur, au Pérou et dans le nord de la Bolivie.

### Mode de vie et habitat
C'est un serpent arboricole qui vit dans les forêts tropicales primaires et secondaires.

## Alimentation
Le régime alimentaire de cette espèce est très varié. Bothrops bilineatus se nourrit de grenouilles, d'oiseaux, de lézards ainsi que de petits mammifères.  

## Liste des sous-espèces
Selon The Reptile Database (28 janvier 2020) :
- Bothrops bilineatus bilineatus (Wied-Neuwied, 1821)
- Bothrops bilineatus smaragdinus Hoge, 1966

## Publications originales
- Cope, 1870 "1869" : Seventh Contribution to the Herpetology of Tropical America. Proceedings of the American Philosophical Society, vol. 11, no 81, p. 147-192 (texte intégral).
- Hoge, 1966 "1965" : Preliminary account on Neotropical Crotalinae (Serpentes: Viperidae). Memorias do Instituto de Butantan, vol. 32, p. 109-184.
- Wied-Neuwied, 1825 : Beiträge zur Naturgeschichte von Brasilien, vol. 1, p. 1-612 (texte intégral).